# Nebemakhet
Nebemakhet est un vizir pendant la IVe dynastie. Nebemakhet est le fils du roi Khéphren et de la reine Mérésânkh III. Il est représenté dans la tombe de sa mère et dans sa propre tombe à Gizeh.

## Famille
Nebemakhet est représenté dans la tombe de sa mère Mérésânkh III (G7530-5440). Ses frères Douaenrê, Niouserrê et Khenterka y sont également représentés, ainsi qu'une sœur nommée Shepsesetkaou. Son grand-père maternel était le prince héritier Kaouab Ier. Nebemakhet est marié à une dame nommée Noubhotep. Dans sa propre tombe, ses frères Douaenrê et Niouserrê sont mentionnés ainsi qu'un frère nommé Ânkhemrê. La sœur de Nebemakhet apparaît plusieurs fois dans des scènes accompagnant son frère.

## Titres
Nebemakhet est un fils de roi de son corps et un prince héréditaire et aurait grandi à la cour. Il a occupé de nombreux titres au cours de sa vie, y compris Aîné de la Senwet [maison] de Son Père, Scribe du Livre Divin de Son Père, Seul Confident de Son Père, Maître des Secrets de Son Père, Juge en Chef et Vizir, Ritualiste en Chef, et Grand-prêtre (du Ha-dieu).

## Tombes

### Tombe G 8172 (Lepsius 86)
Il est enterré dans la tombe G 8172 (LG 86) après l'abandon de sa tombe d'origine (LG 12). La tombe est située dans le cimetière central qui fait partie de la nécropole de Gizeh. La tombe est dans un état très achevé lorsque Nebemakhet meurt. Les murs sont sculptés en relief et peints de couleurs vives. La tombe se compose de deux chapelles décorées et de plusieurs puits. L'entrée principale mène à la chapelle extérieure qui contient plusieurs niches et un puits dans l'angle nord-ouest. Une porte mène à une autre pièce contenant plusieurs autres niches et une chapelle intérieure. Cette deuxième salle contient deux autres puits funéraires.
La chapelle extérieure montre Nebemakhet et sa sœur Shepsesetkaou regardant des scènes agricoles sur le mur sud. Des parties de scènes représentant la capture d'oiseaux dans des filets sont encore visibles. Le mur ouest montre Nebemakhet dans un bateau en papyrus dans les marais avec une lance à poisson à la main. La scène est en grande partie détruite car dans l'antiquité une grande niche a été creusée dans le mur. Les scènes restantes montrent des personnes transportant des poissons, des oiseaux et d'autres animaux. Un registre montre la construction d'une pirogue en papyrus puis une scène de bétail traversant une rivière. Le mur contient une représentation d'une ligne de porteurs d'offrandes apportant des biens des domaines de Khéphren.
Dans la porte de la chapelle intérieure, une scène est conservée montrant le sculpteur Semerka et son collègue Inkaf. Ces deux hommes sont responsables d'une partie des travaux dans la tombe. L'inscription se lit comme suit : « Le Récompensé, qui a inscrit pour lui ceci, sa tombe, le Sculpteur Semerka. Le Récompensé, qui lui a fait ceci, son tombeau, avec le travail [. . ] In-ka-f ».

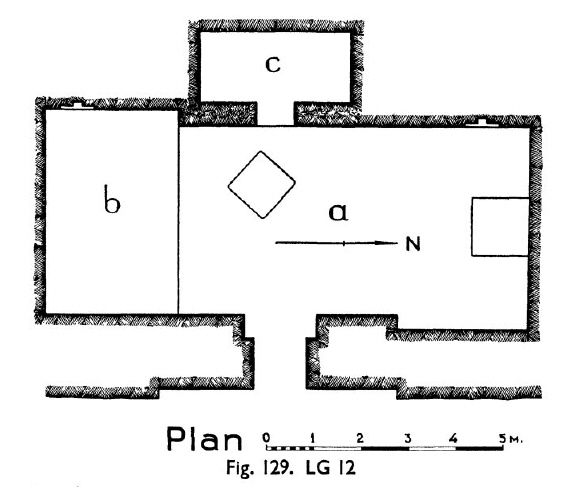
Plan de la première tombe de Nebemakhet, L12.

Dans la salle intérieure, Nebemakhet et sa sœur Shepsesetkaou apparaissent devant leur mère: « Sa mère, celle qui voit Horus et Seth, le grand ornement, le grand favori (ou loué), l'épouse du roi Meresankh ». À proximité, Nebemakhet est représenté dans une scène avec sa sœur et cette fois ils sont accompagnés de leur frère Douaenrê. Noubhotep, la femme de Nebemakhet, est également représentée dans la chapelle intérieure. Elle a les titres de connaissance royale, Prêtresse d'Hathor, Maîtresse du sycomore en tous ses lieux, Honorée par le dieu. D'autres scènes de la chapelle intérieure montrent des scènes de la vie quotidienne, notamment des boutiques d'artisanat et de la ferronnerie.

### Tombeau Lepsius 12
La tombe LG 12 est une tombe située dans le cimetière de la carrière à l'ouest de la deuxième pyramide. Ce tombeau est parfois appelé le « Tombeau aux poutres du palmier ». La porte sur le mur est mène à un grand hall. Le toit est sculpté pour ressembler à des bûches de bois.